# The Rotterdam Session
The Rotterdam Session è un album discografico a nome di Philly Joe Jones, James Long, Clifford Jordan, pubblicato dall'etichetta discografica olandese Audio Daddio Records nel 1985.

## Tracce
Lato A
1. D.B. Blues – 8:30 (Lester Young, Clarence Beeks (King Pleasure))
2. Presidential Suite 1st Movement – 4:45 (Clifford Jordan)
3. Presidential Suite 2nd Movement – 7:30 (Clifford Jordan)

Lato B
1. Miss Brown Calling – 5:08 (Clifford Jordan)
2. Whispering Grass – 6:58 (Doris Fisher, Fred Fisher)
3. Soul Fountain – 10:37 (Clifford Jordan)

## Musicisti
- Clifford Jordan - sassofono tenore
- James Long - contrabbasso
- Philly Joe Jones - batteria